# Figlie di Nostra Signora al Monte Calvario
Le Figlie di Nostra Signora al Monte Calvario sono un istituto religioso femminile di diritto pontificio: le suore di questa congregazione pospongono al loro nome la sigla F.N.S.M.C.

## Storia
La congregazione deriva da quella delle suore brignoline di Nostra Signora del Rifugio in Monte Calvario, fondata a Genova nel 1630 da Virginia Centurione Bracelli (1587-1651).
Il 28 novembre 1827 sei religiose genovesi, su invito di papa Leone XII e del visitatore Francesco Capaccini, presero servizio presso la pia casa dell'Industria alle Terme di Diocleziano. Qualche tempo dopo i protettori del conservatorio genovese da cui provenivano le suore le richiamarono in patria ma papa Gregorio XVI, per non privarsi della loro opera, le dichiarò autonome dalla casa madre e le costituì in congregazione autonoma, sotto la protezione pontificia.
Il papa donò loro una sede presso la chiesa di San Norberto al rione Monti e il 20 ottobre 1833 la comunità, guidata da Antonia Bava, ne prese possesso e accolse le prime postulanti.
La prima filiale venne aperta nel 1838 a Rieti, dove le suore prestarono servizio presso l'orfanotrofio di San Davide, e l'anno seguente aprirono una casa e Viterbo, dove assunsero la direzione del conservatorio delle esposte.
La congregazione ricevette il pontificio decreto di lode il 3 luglio 1842.
Vennero aperte numerose case in tutto il territorio dello Stato della Chiesa, ma dopo l'annessione dei domini papale al regno d'Italia la congregazione ebbe molto a soffrire a causa delle leggi eversive: nel 1928, su invito del nunzio apostolico Benedetto Aloisi Masella, una comunità di Figlie di Nostra Signora al Monte Calvario si stabilì in Brasile, dando inizio allo sviluppo internazionale dell'istituto.

## Attività e diffusione
Le Figlie di Nostra Signora al Monte Calvario prestano la loro opera in scuole, convitti, ospedali, centri di accoglienza, case di riposo e case famiglia.
Oltre che in Italia, sono presenti in Polonia, nelle Americhe (Argentina, Brasile, El Salvador, Nicaragua), in Camerun, in Israele e nelle Filippine; la sede generalizia è in via Emenuele Filiberto a Roma.
Al 31 dicembre 2008 la congregazione contava 493 religiose in 87 case.